# Soundtracks from the Shaolin Temple
Soundtracks from the Shaolin Temple – kompilacyjny album amerykańskiej grupy hip-hopowej Wu-Tang Clan, wydany 7 października 2008 roku nakładem Wanderluxe Records.

## Lista utworów
| #  | Tytuł                                         | Wykonawcy                                                                                  | Producent                   | Czas |
| -- | --------------------------------------------- | ------------------------------------------------------------------------------------------ | --------------------------- | ---- |
| 1  | "Darkness (Intro)"                            |                                                                                            |                             | 1:34 |
| 2  | "Killa Bee Swarm"                             | - Almighty - Bronze Nazareth - Timbo King - 5-Star - Killah Priest                         | Bronze Nazareth             | 4:15 |
| 3  | "Lyrical Swords"                              | - Think Differently - GZA - Ras Kass                                                       | Bronze Nazareth             | 3:27 |
| 4  | " More Than Gold"                             | - Bronze Nazareth - Timbo King                                                             | Bronze Nazareth             | 4:12 |
| 5  | "On The Eve Of War (Julio Caesar Chavez Mix)" | - Jedi Mind Tricks - GZA                                                                   | Stoupe the Enemy of Mankind | 4:02 |
| 6  | "Iconoclasts"                                 | - Wisemen - Killah Priest - Vast Aire                                                      | Bronze Nazareth             | 4:53 |
| 7  | "My Piano"                                    | - Hi-Tek - Ghostface Killah - Raekwon - Dion                                               | Hi-Tek                      | 4:09 |
| 8  | "Biochemical Equation"                        | - Think Differently - RZA - MF Doom                                                        | RZA                         | 3:58 |
| 9  | "Pencil"                                      | - GZA - Masta Killa - RZA                                                                  | Mathematics                 | 4:00 |
| 10 | "Josephine"                                   | - Hi-Tek - Ghostface Killah - Trife Da God - Willie Cottrell Band                          | Hi-Tek                      | 4:11 |
| 11 | " The Obituary (E.B.G.G.)"                    | - T.H.U.G. Angelz                                                                          | Bronze Nazareth             | 4:15 |
| 12 | "Chi (Interlude)"                             |                                                                                            |                             | 0:33 |
| 13 | "Deep Space"                                  | - Lord Jamar - RZA                                                                         | Preservation                | 4:28 |
| 14 | "Alphabets"                                   | - GZA                                                                                      | True Master                 | 2:44 |
| 15 | "Original Man"                                | - Lord Jamar - Raekwon - Kasim Allah                                                       | Preservation                | 5:33 |
| 16 | "The Bronzeman"                               | - Bronze Nazareth - Killa Sin                                                              | Bronze Nazareth             | 3:52 |
| 17 | "God’s Creatures (Interlude)"                 |                                                                                            |                             | 2:00 |
| 18 | "Animal"                                      | - Icewater                                                                                 | Scram Jones                 | 3:49 |
| 19 | "Still Grimey"                                | - Think Differently - Sean Price (of Heltah Skeltah) - U-God - C-Rayz Walz - Prodigal Sunn | Preservation                | 4:18 |
| 20 | "The Ocean"                                   | - Holocaust                                                                                | Blue Sky Black Death        | 3:41 |
| 21 | "Street Corners"                              | - Bronze Nazareth - Masta Killa - GZA - Inspectah Deck - Solomon Child                     | Bronze Nazareth             | 5:25 |